# KN/TK-9
La carretera prefectural 9 (神奈川県道・東京都道9号川崎府中線, Kanagawa kendō Tōkyōto-dō 9-gō Kawasaki Fuchū-sen) és una carretera prefectural de primera classe compartida entre les prefectures de Kanagawa i Tòquio, comunicant la ciutat de Kawasaki, a Kanagawa, amb Fuchū, a Tòquio. També és coneguda amb el nom de línia Kawasaki-Fuchū.
La KN/TK-9 té una llargària total de 20,6 quilòmetres. Les seccions del recorregut a Tòquio i Kanagawa tenen una llargària de 10.291 i 10.318 metres respectivament. La carretera pot rebre els noms informals de "camí de Kawasaki" (川崎街道, Kawasaki kaidō) i "camí de Fuchū" (府中街道, Fuchū kaidō), així com "carrer de l'ajuntament" (市役所通り, Shiyakusho dōri) a part del tram localitzat a Kawasaki.
El recorregut de la carretera prefectural 9 comença al districte de Kawasaki, cap de la ciutat homònima a Kanagawa.